# Ascorhynchus minutus
Ascorhynchus minutus là một loài nhện biển trong họ Ascorhynchidae. Loài này thuộc chi Ascorhynchus. Ascorhynchus minutus được miêu tả khoa học năm 1881 bởi Hoek.